# نهالنیا

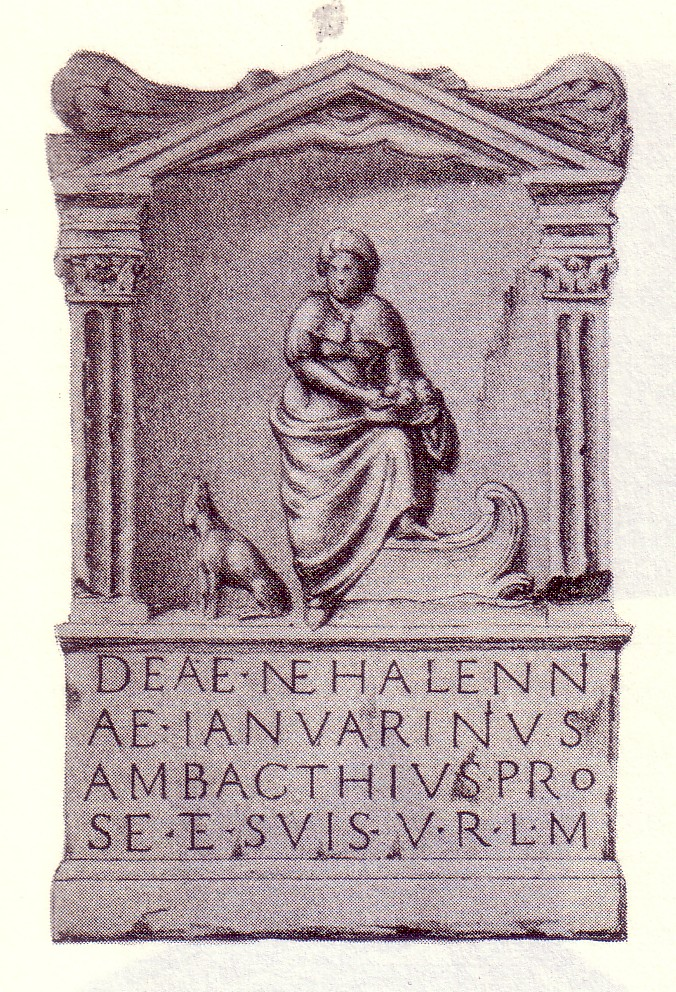
یک قربانگاه برای نهالنیا در دامبورگ، هلند. در سمت راست او یک سگ قرار دارد و در دستانش یک سبد سیب.

نِهالِنیا یک ایزدبانو با منشأ نامشخص است که شاید ژرمنی یا سلتیک باشد. او بر روی تعداد زیادی ودیعه نذری مشاهده و تصویر شده است که در اطراف منطقه‌ای که اکنون استان زیلاند در هلند است و در آن اسخلده به دریای شمال می‌ریخت، کشف شده‌اند. پرستش نهالنیا حداقل به قرن دوم پیش از میلاد بازمی‌گردد و عبادت این ایزدبانو در شمال‌غرب اروپا در قرون دوم و سوم میلادی همچنان رونق داشت.

## سنگ‌نگاره‌ها

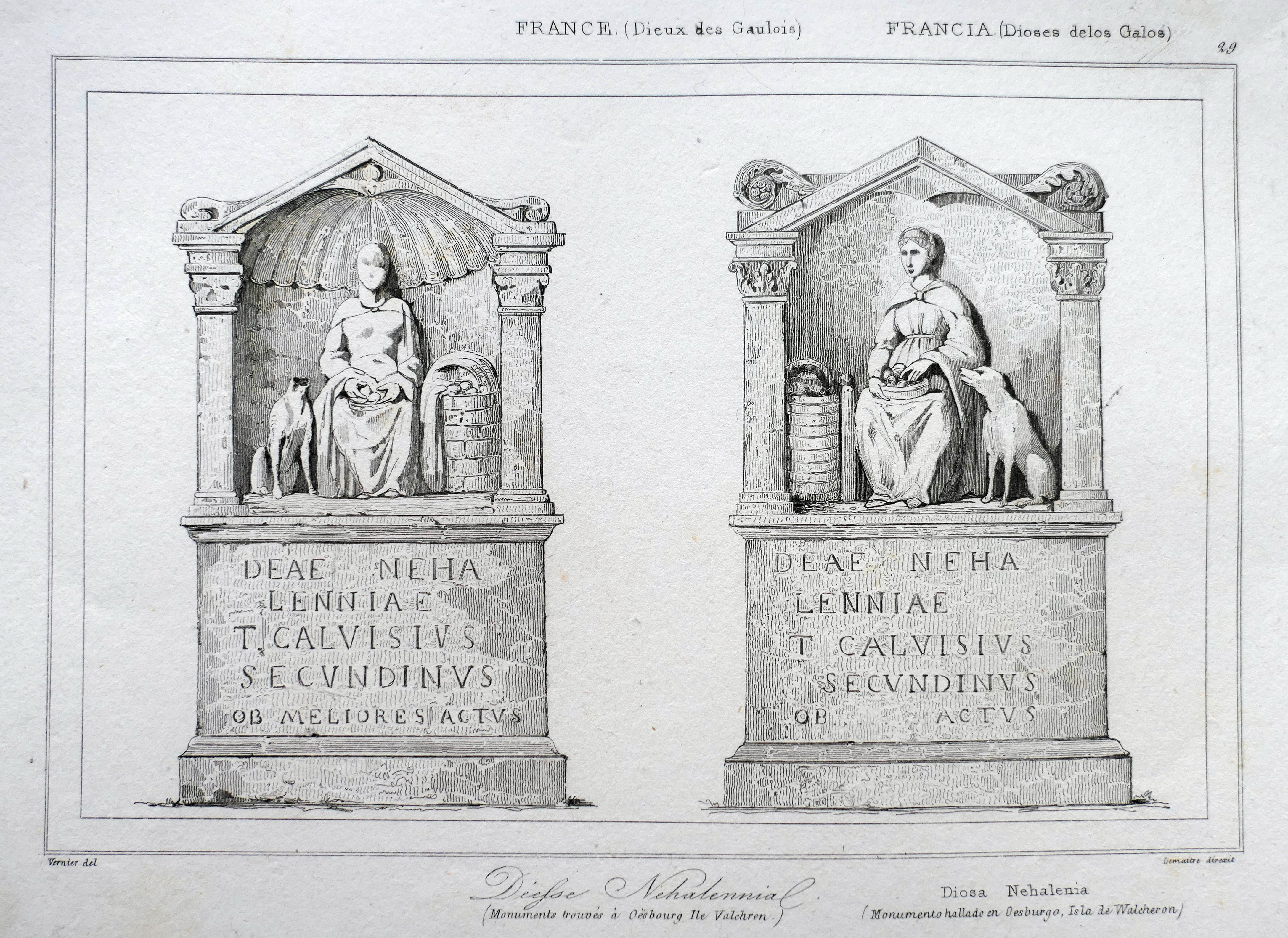
تصاویر دو قربانگاه دیگر وقف‌شده به نهالنیا

نهالنیا بر روی ۲۸ سنگ‌نگاره تصویر شده است که در سال ۱۶۴۵ در شهر دامبورگ هلند در ساحل زیلاند کشف شدند، هنگامی که یک طوفان باعث شد تا تپه‌های شنی فرسایش یابند و بقایای معبدی نمایان شد که به ایزدبانو نهالنیا، که پیش‌تر ناشناخته بود، اختصاص داشت. از سال ۱۹۷۰ به بعد، قربانگاه‌های متعدد، بقایای مجسمه‌های زنانه و آثار مرتبط در نزدیکی شهر کالینسپلت کشف شدند، از جمله کاشی‌های سقف و بقایای معبدی که به نهالنیا اختصاص داشت و در شهری که اکنون از بین رفته است، قرار داشت. بقایای دو معبد دیگر نیز در منطقهٔ کلن-دویتز از شهر کنونی کلن در آلمان یافت شده‌اند.
کتیبه‌های دامبورگ برای نهالنیا مارکوس زوئریوس وان بوکس هورن را برانگیختند تا یک ریشه‌شناسی عجولانه ایجاد کند که نام نهالنیا را به زبان سکایی باستان مرتبط می‌کرد. با ابزارهای زبان‌شناسی موجود در آن زمان، وان بوکس هورن تلاش کرد پیوندهای از پیش شناخته‌شده میان زبان‌های اروپایی و فارسی مدرن را تقویت کند.